# Pitkäjärvi (sjö i Finland, Egentliga Finland, lat 60,28, long 23,08)
Pitkäjärvi är en sjö i Finland. Den ligger i Salo stad i landskapet Egentliga Finland, i den södra delen av landet, 100 km väster om huvudstaden Helsingfors. Pitkäjärvi ligger 58 meter över havet. I omgivningarna runt Pitkäjärvi växer i huvudsak barrskog. Arean är 37,1 hektar och strandlinjen är 3,53 kilometer lång. Sjön  ingår i Kisko ås och Bjärnå å huvudavrinningsområde. 